# Stazione di Gia Lâm
La stazione di Gia Lâm (in vietnamita: Ga Gia Lâm) è una stazione ferroviaria situata nel distretto omonimo, nella zona nord est di Hanoi, la capitale del Vietnam. È il capolinea della linea a scartamento standard che collega il Vietnam alla Cina, nota come linea Hanoi-Đồng Đăng. I treni giornalieri diretti per Nanning e il diretto Pechino-Nanning-Hanoi partono da questa stazione e non dalla stazione di Hanoi, che è servita solo da binari a scartamento metrico.